# Canales-Talsperre
Die Canales-Talsperre (Embalse de Canales, Canales-Stausee) ist  ein Stausee an Fluss Genil in der spanischen Sierra Nevada bei Güéjar Sierra, Provinz Granada, Andalusien.
Das Absperrbauwerk ist ein 157,5 m hoher und 340 m langer Steinschüttdamm. Der Stausee ist 71 Millionen Kubikmeter groß und bedeckt eine Fläche von 1,56 km².